# Rhaphidophora fortis
Rhaphidophora fortis är en kallaväxtart som beskrevs av Peter Charles Boyce. Rhaphidophora fortis ingår i släktet Rhaphidophora och familjen kallaväxter. Inga underarter finns listade.